# 角川日本地名大辭典
《角川日本地名大辭典》（日语：／ Kadokawa Nihon Chimei Daijiten */?），是日本的地名辭典，由角川書店自1978年10月27日至1990年7月18日期間出版。

## 概要
本辭典收錄地名總數達56萬4千項，文字數達1.134億字，總共51卷，按都道府縣各有一卷，僅有北海道和京都府分為兩卷，另有兩卷別卷，分別是別卷一「日本地名資料集成」以及別卷二「日本地名綜覽」，別卷以外每卷均由綜說、地名編、地誌編和資料編所組成，部分附有難讀地名一覽。
辭典由《角川日本地名大辭典》編纂委員會負責編輯，委員長是竹內理三，委員則是北原進、杉山博、竹內誠、所理喜夫以及西垣晴次，各卷另有各自的編纂委員。
印刷書紙由山陽國策木漿提供，封面包裝是DYNIC，印刷和裝訂則由凸版印刷負責，其中岐阜縣卷在1997年11月30日重印，CD-ROM版2002年2月28日在發賣，隨需打印版本由角川學藝出版出版，並且由角川集團控股出版在2009年發賣，DVD-ROM版則在2011年10月25日發賣。另外，辭典也獲得第45屆每日出版文化獎的特別獎。此外，辭典的地名編在2009年4月30日收錄至JLogos，地名編和DVD-ROM版則在2018年4月11日於JapanKnowledge公開，2020年4月1日收錄至日本文學網絡圖書館。

## 構成
辭典最初的部分是綜說，以都道府縣為單位介紹當地的地理和歷史。第二部分是地名編，分為歷史行政地名、自然地名和人文地名三部分，其中歷史行政地名又將奈良時代至室町戰國時代分成「古代和中世」，江戶時代為「近世」、明治至昭和時代是「近現代」，而自然地名部分介紹山峰和丘陵等的地名，人文地名則是道路、公園等的地名以及地域通稱等等，設項的地名左起是日語假名、漢字和所在現行自治體的名稱，類同的地名則以聯合設項（連立見出し）的形式，根據不同時期的名稱來一併列出，名稱不同的同一地名以及冠稱被省略的設項地名則以參見（捨て見出し）的方式列出，以五十音作排序，同音同字的情況則以歷史行政地名、自然地名和人文地名的順序來列出，地名相同的情況則按市町村五十音先後次序來排列，參見則放在最後。第三部分是地誌編，以各自治體為單位，先按都道府縣廳所在地、市和郡為先後順序，再以五十音先後列出，並且介紹當地的概況、環境地理位置、歷史、文化財以及行政地名（大字和町名等等）。其中，概況部分有當地的國土地理院地形圖（1:50,000），行政地名則有其戶數、人口以及概況。最後是資料編，以長野縣為例，分為「字名一覽」、「國郡沿革表」、「藩縣沿革表」、「市町村沿革表」、「長野縣年中行事」、「參考地圖」以及「長野縣參考圖書目錄」。

## 一覽
| 名稱                    | 編纂委員                                                                 | 出版日期       | 參考資料 |
| ----------------------- | ------------------------------------------------------------------------ | -------------- | -------- |
| 北海道 上卷             | 高倉新一郎、榎本守惠                                                     | 1987年10月8日  | [ 13 ]   |
| 北海道 下卷             | 高倉新一郎、榎本守惠                                                     | 1987年10月8日  | [ 12 ]   |
| 青森縣                  | 盛田稔、長谷川成一                                                       | 1985年12月8日  | [ 14 ]   |
| 岩手縣                  | 高橋富雄、細井計、入間田宣夫                                             | 1985年3月8日   | [ 15 ]   |
| 宮城縣                  | 高橋富雄                                                                 | 1979年12月8日  | [ 16 ]   |
| 秋田縣                  | 新野直吉、遠藤巖                                                         | 1980年3月8日   | [ 17 ]   |
| 山形縣                  | 譽田慶恩、森芳三、橫山昭男                                               | 1981年12月8日  | [ 18 ]   |
| 福島縣                  | 小林清治、丸井佳壽子、譽田宏、竹川重男、吉村仁作                         | 1981年3月8日   | [ 19 ]   |
| 茨城縣                  | 杉山博、志田諄一、所理喜夫、佐久間好雄、秋山高志                         | 1983年12月8日  | [ 20 ]   |
| 栃木縣                  | 大町雅美、小西四郎、長倉保、峰岸純夫                                     | 1984年12月8日  | [ 21 ]   |
| 群馬縣                  | 井上定幸、近藤義雄、西垣晴次、山田武麿                                   | 1988年7月8日   | [ 22 ]   |
| 埼玉縣                  | 小野文雄、吉本富男、大村進                                               | 1980年7月8日   | [ 23 ]   |
| 千葉縣                  | 川村優、西垣晴次、三浦茂一                                               | 1984年3月8日   | [ 24 ]   |
| 東京都                  | 北原進、杉山博、竹內誠、所理喜夫、西垣晴次                               | 1978年10月27日 | [ 25 ]   |
| 神奈川縣                | 伊倉退藏、神崎彰利、小松郁夫、杉山博、圭室文雄、貫達人                   | 1984年6月8日   | [ 26 ]   |
| 新潟縣                  | 小村弌、田中圭一、中村辛一、山崎久雄                                     | 1989年10月8日  | [ 27 ]   |
| 富山縣                  | 坂井誠一、高瀨保、橋本芳雄、藤森勉                                       | 1979年10月8日  | [ 28 ]   |
| 石川縣                  | 淺香年木、小浦吉久、田川捷一、牧野隆信                                   | 1981年7月8日   | [ 29 ]   |
| 福井縣                  | 河原純之、島田正彥、隼田嘉彥、松浦義則                                   | 1989年12月8日  | [ 30 ]   |
| 山梨縣                  | 磯貝正義、服部治則、村上直、吉村稔                                       | 1984年10月8日  | [ 31 ]   |
| 長野縣                  | 市川健夫、大澤和夫、上條宏之、小林計一郎、古川貞雄、湯本軍一             | 1990年7月18日  | [ 11 ]   |
| 岐阜縣                  | 高橋俊示、野村忠夫、安藤萬壽男、佐久間龍、清水進、船戶政一、丸山幸太郎   | 1980年9月20日  | [ 32 ]   |
| 靜岡縣                  | 若林淳之、小和田哲男、杉山元衛                                           | 1982年10月8日  | [ 33 ]   |
| 愛知縣                  | 新行紀一、林董一、林英夫、福岡猛志、松井貞雄、水野時二、吉永昭、森原章   | 1989年3月8日   | [ 34 ]   |
| 三重縣                  | 伊藤達雄、稻本紀昭、大林日出雄、杉本嘉八、服部貞藏、藤本利治、美河納     | 1983年6月8日   | [ 35 ]   |
| 滋賀縣                  | 石川正知、小林博、高橋昌明、畑中誠治、平田守衛                           | 1979年4月8日   | [ 36 ]   |
| 京都府 上卷             | 角田文衞、上島有、足利健亮                                               | 1982年7月8日   | [ 37 ]   |
| 京都府 下卷             | 角田文衞、上島有、足利健亮                                               | 1982年7月8日   | [ 38 ]   |
| 大阪府                  | 有坂隆道、小林博、作道洋太郎、藤本篤                                     | 1983年10月8日  | [ 39 ]   |
| 兵庫縣                  | 熱田公、石田善人、落合重信、田中真吾、戶田芳實、前嶋雅光、八木哲浩       | 1988年10月8日  | [ 40 ]   |
| 奈良縣                  | 永島福太郎、木村博一、狩野久、千田稔                                     | 1990年3月8日   | [ 41 ]   |
| 和歌山縣                | 渡邊廣、小山靖憲                                                         | 1985年7月8日   | [ 42 ]   |
| 鳥取縣                  | 豐島吉則、松田晃幸、中林保、龜井熙人、井上寬司                           | 1982年12月8日  | [ 43 ]   |
| 島根縣                  | 內藤正中                                                                 | 1979年7月8日   | [ 44 ]   |
| 岡山縣                  | 谷口澄夫、石田寬                                                         | 1989年7月8日   | [ 45 ]   |
| 廣島縣                  | 渡邊則文、甲斐英男、坂本賞三、土井作治                                   | 1987年3月8日   | [ 46 ]   |
| 山口縣                  | 小川國治、國守進、高橋政清、田村哲夫、廣田暢久、三浦肇、八木充           | 1988年12月8日  | [ 47 ]   |
| 德島縣                  | 三好昭一郎                                                               | 1986年12月8日  | [ 48 ]   |
| 香川縣                  | 木原溥幸、國島浩正、坂口良昭、棚橋光男、和田仁                           | 1985年10月8日  | [ 49 ]   |
| 愛媛縣                  | 景浦勉                                                                   | 1981年10月8日  | [ 50 ]   |
| 高知縣                  | 山本大、岡本健兒、大脇保彥、前田和男                                     | 1986年3月8日   | [ 51 ]   |
| 福岡縣                  | 川添昭二、長洋一、堤啓次郎、土井仙吉、野口喜久雄                         | 1988年3月8日   | [ 52 ]   |
| 佐賀縣                  | 杉谷昭、日野尚志、太田順三                                               | 1982年3月8日   | [ 53 ]   |
| 長崎縣                  | 瀨野精一郎、外山幹夫                                                     | 1987年7月8日   | [ 54 ]   |
| 熊本縣                  | 岩本政教、鈴木喬、谷川憲介、花立三郎、原口長之、森下功、森山恒雄           | 1987年12月8日  | [ 55 ]   |
| 大分縣                  | 渡邊澄夫、兼子俊一、橋本操六、豐田寬三                                   | 1980年11月18日 | [ 56 ]   |
| 宮崎縣                  | 野口逸三郎、柳宏吉                                                       | 1986年10月8日  | [ 57 ]   |
| 鹿兒島縣                | 芳即正、桐野利彥、五味克夫、榮喜久元、村野守治                           | 1983年3月8日   | [ 58 ]   |
| 沖繩縣                  | 仲松彌秀、島尻勝太郎、小川徹、田里友哲                                     | 1986年7月8日   | [ 59 ]   |
| 資料編 日本地名資料集成 | 竹內理三、市川健夫、宇野俊一、北原進、杉山博、竹內誠、所理喜夫、西垣晴次 | 1990年11月8日  | [ 60 ]   |
| 總索引 日本地名綜覽     | 竹內理三、北原進、杉山博、竹內誠、所理喜夫、西垣晴次                     | 1990年12月8日  | [ 1 ]    |

### 註解
1. ↑  算上別卷的話則是1990年12月8日[1]。
2. ↑  別卷二記載的出版日期僅至月份，除了東京都、長野縣、岐阜縣和大分縣外，均比各卷標註的日期要早一個月[1]。
3. ↑  由於北海道幅員遼闊，另設有地區委員和專門委員，地區委員分別是榎森進（道南）、關秀志和田端宏（日语：田端宏）（道央）、原田一典（道北）、神田健策和清水昭典（日语：清水昭典）（網走）、佐藤宥紹和寺島敏治（道東），專門委員則是宇田川洋（日语：宇田川洋）（考古）以及山下克彥（自然和人文），實際編輯上則不拘泥於地區，近世由榎森進和田端宏負責，近代是清水昭典和原田一典，資料編等則是關秀志等人[12]。
4. ↑  另有地區委員丸山知良、石原征明、澤口宏、天利秀雄、井上清、浦部正規、池田秀夫、澀谷浩、阿部孝、大澤亥之七、丑木幸男（日语：丑木幸男）、森田秀策、川島維知（日语：川島維知）、山本隆志（日语：山本隆志）以及唐澤定市[22]。
5. ↑  四名編纂委員大致分別負責上越地方（中村辛一）、中越地方（山崎久雄）、下越地方（小村弌）和佐渡地方（田中圭一）。根據扉頁後一頁記載，除了這四人以外，尚有阿部洋輔、井上慶隆、荻野正博、金子達、木村宗文、久保田好郎、新澤佳大以及田村裕，兩者之間以橫線隔開[27]。
6. ↑  坂井誠一是編纂委員長，高瀨保負責近世和近代的地名，自然和人文地名由藤森勉負責，橋本芳雄則代表眾多撰寫地誌編和地名編內項目的當地研究人員而獲選為委員[28]。
7. ↑  全體由淺香年木擔任編輯，他也負責地誌編以及地名編中的「古代和中世」的部分，負責近世和近代的加賀藩是田川捷一，大聖寺藩是牧野隆信負責，自然、人文和行政地名則是小浦吉久[29]。
8. ↑  另有地區委員石川良宣（西濃）、葛谷鮎彥（岐阜（日语：岐阜地区））、橫山榮助（中濃、東濃（日语：東濃））和丹羽平一（飛驒）[32]。
9. ↑  除此之外，其他編集委員尚有負責山城國和京都市古代至中世時期的須磨千穎（日语：須磨千頴）、川嶋將生（日语：川嶋將生）、朧谷壽（日语：朧谷寿）、吉村亨，近世則是鎌田道隆（日语：鎌田道隆），負責丹波國和丹後國的中嶋利雄和百田昌夫，以及自然和人文地名的金田章裕（日语：金田章裕）等人[37]。
10. ↑  谷口澄夫和石田寬分別負責歷史和地理，朝森要（日语：朝森要）、市川俊介、太田健一（日语：太田健一 (歴史学者)）、鎌木義昌、齋藤伸英、柴田一（日语：柴田一 (歴史学者)）以及中野榮夫則負責校對[45]。
11. ↑  另有寺戶恒夫（自然）、小林勝美（考古）、福家清司（古代和中世）以及大和武生（自然人文地名）負責選定各領域的項目以至校對[48]。
12. ↑  不過根據高知縣卷記載，僅山本大為編纂委員，其餘三人是由其邀來的專門委員[51]。
13. ↑  另設專門委員，分別是負責歷史的古賀幸雄、城後尚年、永尾正剛、西田豐、半田隆夫、松下志朗（日语：松下志朗）、道永洋子以及米津三郎，負責地理的則是青木琢美、荒谷美知郎、石黑正紀、井手廣、津田美年、中里亞夫、野澤秀樹、山下功、山下豐治和山田清[52]。
14. ↑  根據扉頁後一頁記載，除了這四人以外，尚有仲宗根政善、嘉手納宗德、渡口真清、外間守善（日语：外間守善）、高宮廣衛、崎山直、名嘉順一、中山滿、島袋伸三、石川友紀、高橋俊三以及目崎茂和，兩者之間以橫線隔開[59]。
15. ↑  別卷一雖然沒有記載竹內理三為此卷的編纂委員[60]，但是別卷二中的「角川日本地名大辭典 全卷內容」中則有記載[1]。